# Uvaria smithii
Uvaria smithii là loài thực vật có hoa thuộc họ Na. Loài này được Engl. miêu tả khoa học đầu tiên năm 1901.